# Laura Carli
Pour les articles homonymes, voir Carli.
Laura Carli, née le 29 mai 1906 à Forlì et morte le 15 août 2005 dans la même ville, est une actrice italienne de théâtre et de cinéma dont la carrière s'est déroulée entre 1944 et 1974.

## Théâtre

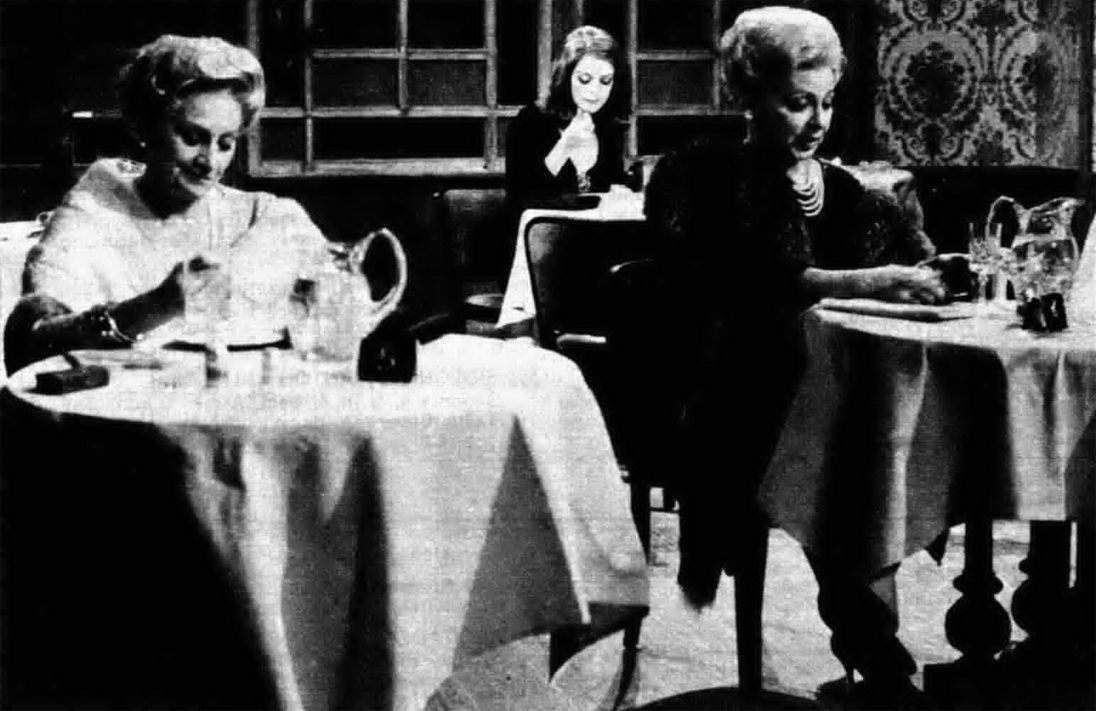
Tina Lattanzi, Eleonora Rossi Drago et Laura Carli sur scène en 1967.

## Filmographie
- 1944 : Fiori d'arancio de Hobbes Dino Cecchini (it)
- 1945 : Vi saluto dall'altro mondo de Hobbes Dino Cecchini
- 1947 : Les Frères Karamazov (I fratelli Karamazoff) de Giacomo Gentilomo
- 1947 : Le Rouge et le Noir (Il corriere del re) de Gennaro Righelli
- 1949 : Biancaneve e i sette ladri de Giacomo Gentilomo
- 1951 : Ultimo incontro de Gianni Franciolini
- 1952 : Melodie immortali de Giacomo Gentilomo
- 1952 : Cinque poveri in automobile de Mario Mattoli
- 1953 : Perdonami! de Mario Costa
- 1954 : Il cantante misterioso de Marino Girolami
- 1956 : Moglie e buoi... de Leonardo De Mitri
- 1956 : Una voce, una chitarra, un po' di luna de Giacomo Gentilomo
- 1957 : Vacanze a Ischia de Mario Camerini
- 1957 : C'è un sentiero nel cielo de Marino Girolami
- 1959 : Brevi amori a Palma di Majorca de Giorgio Bianchi
- 1960 : I cosacchi de Giorgio Rivalta et Victor Tourjanski
- 1960 : Les Godelureaux (I bellimbusti) de Claude Chabrol